# مضيق أراك

مضيق أراك عبارة عن سلسلة من الخوانق الصحراوية الواقعة في ولاية تمنراست بالجزائر. تبعد الخوانق حوالي 330 كيلومترًا عن مدينة تمنراست. نحت نشاط النهر القديم جدران الوادي، يتراوح ارتفاعها من 250 إلى 500 متر (800 إلى 1600 قدم)، حيث أن قاعدة المضيق الآن وادي جاف.
على الرغم من المناخ شديد الجفاف (60 إلى 75 ملم فقط من الأمطار سنويًا) ، تعيش النباتات والحيوانات الصحراوية القاسية في الخوانق. ومن الأمثلة على ذلك الآغاما الصخرية حمراء الرأس لطيور الأبلق والنسور الصغيرة. لا توجد مستوطنات بشرية دائمة في المضيق عدى قرية صغيرة تكونت حديثًا بالقرب قلعة أراك،
تسير الأدوات الحجرية والجثوات التي عثر عليها إلى الوجود البشري العرضي عبر التاريخ.
في عرض الوادي يمر الطريق الوطني رقم 1 العابر للصحراء.

## معرض الصور

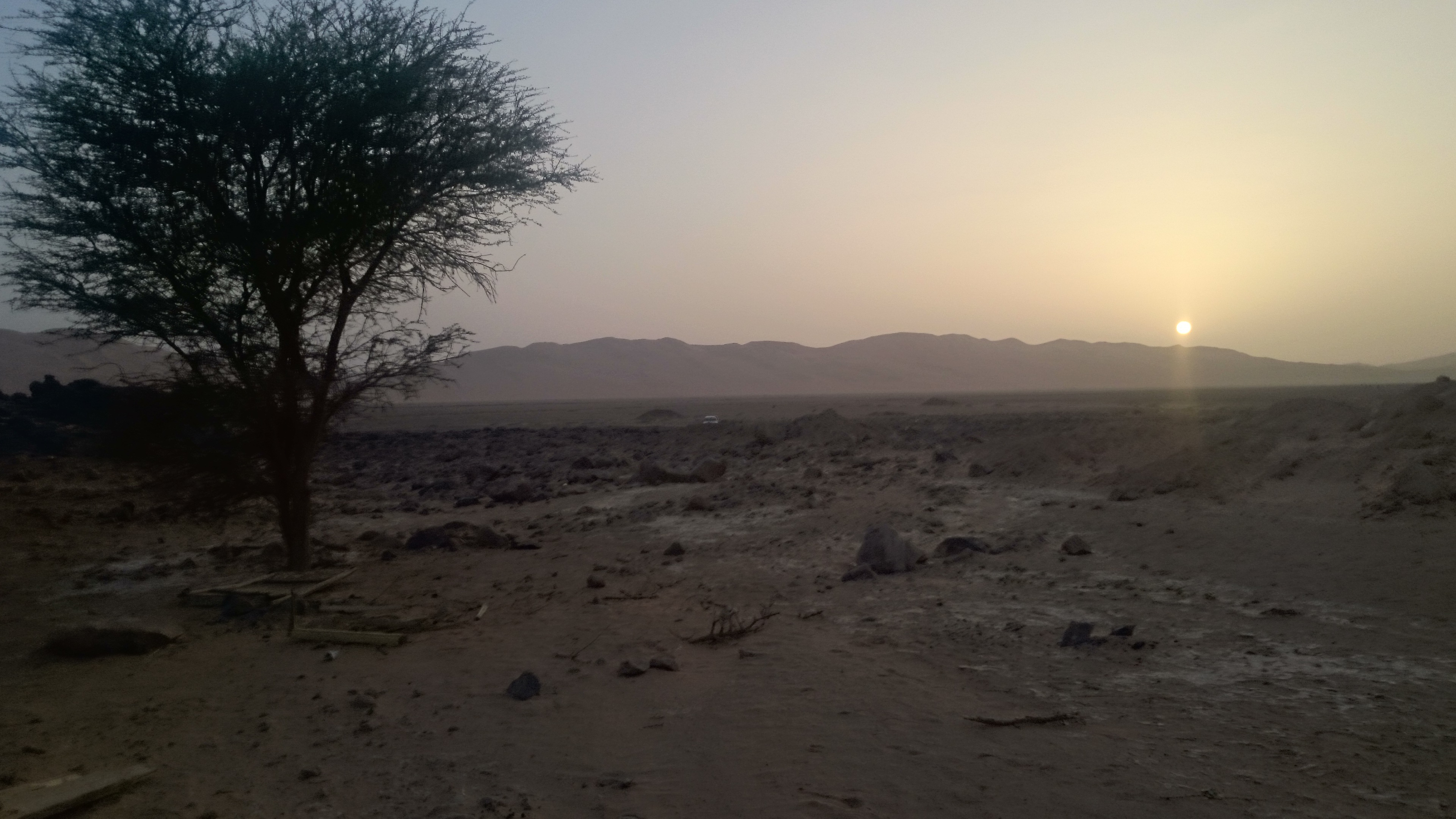
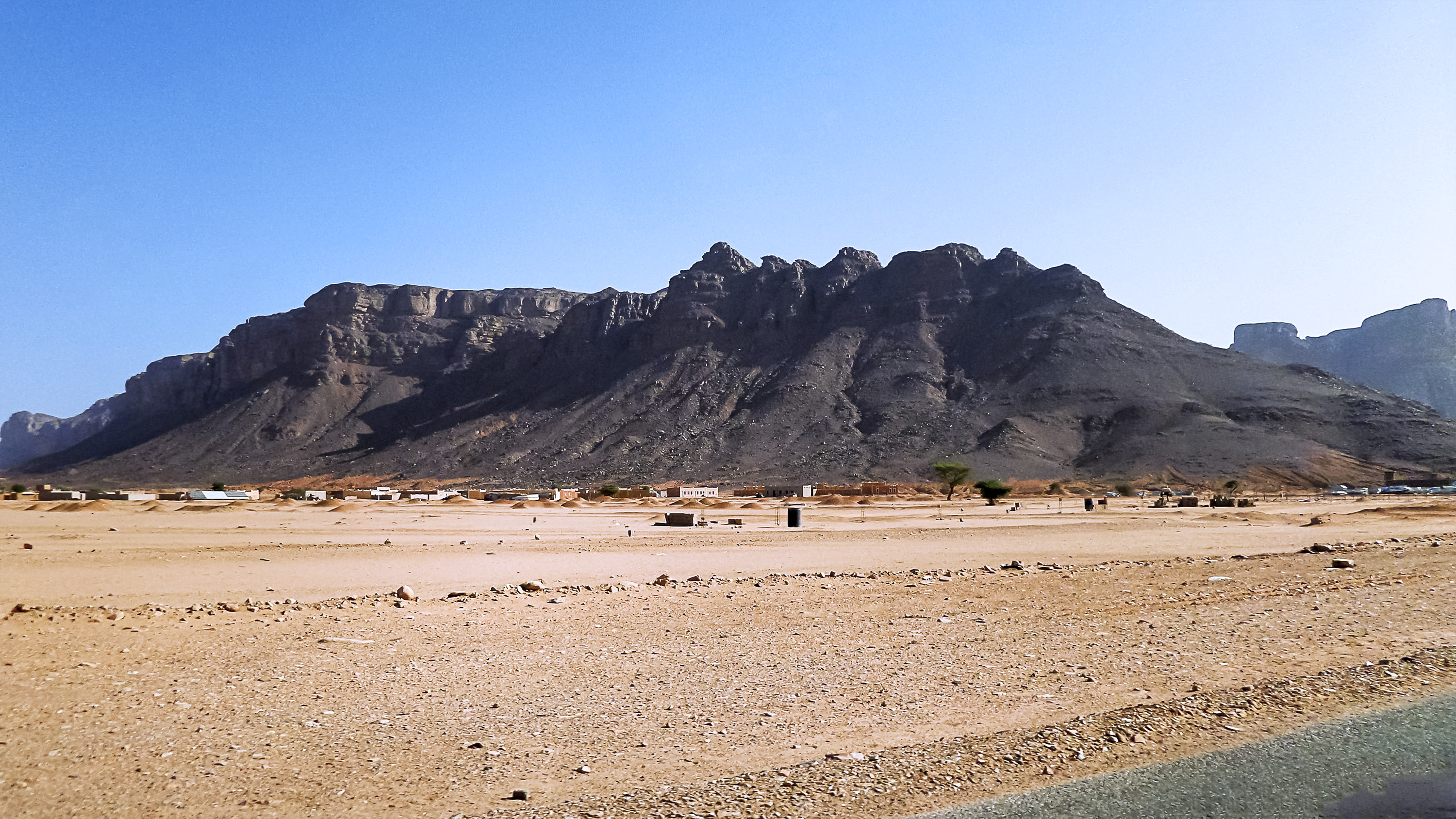
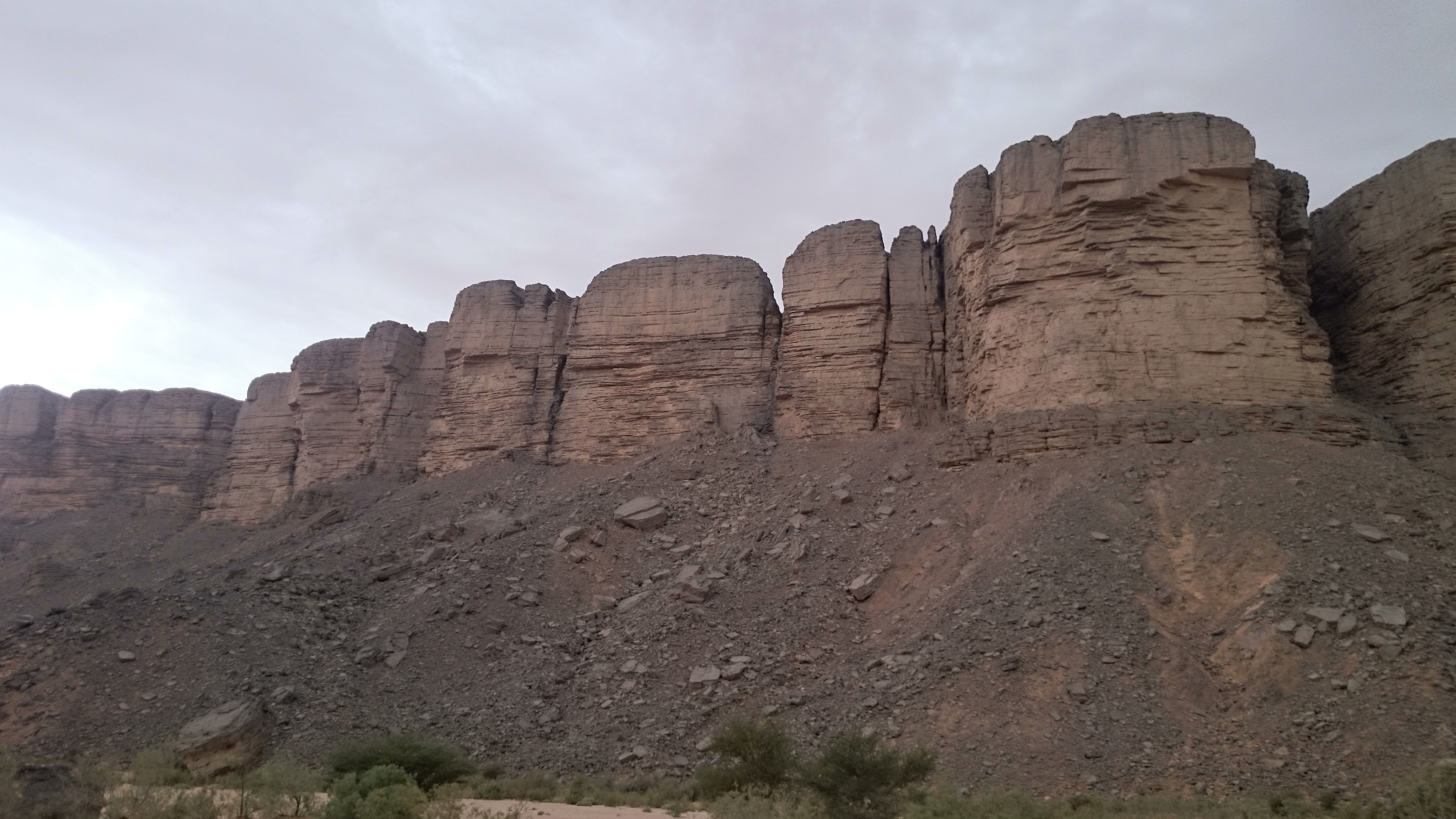
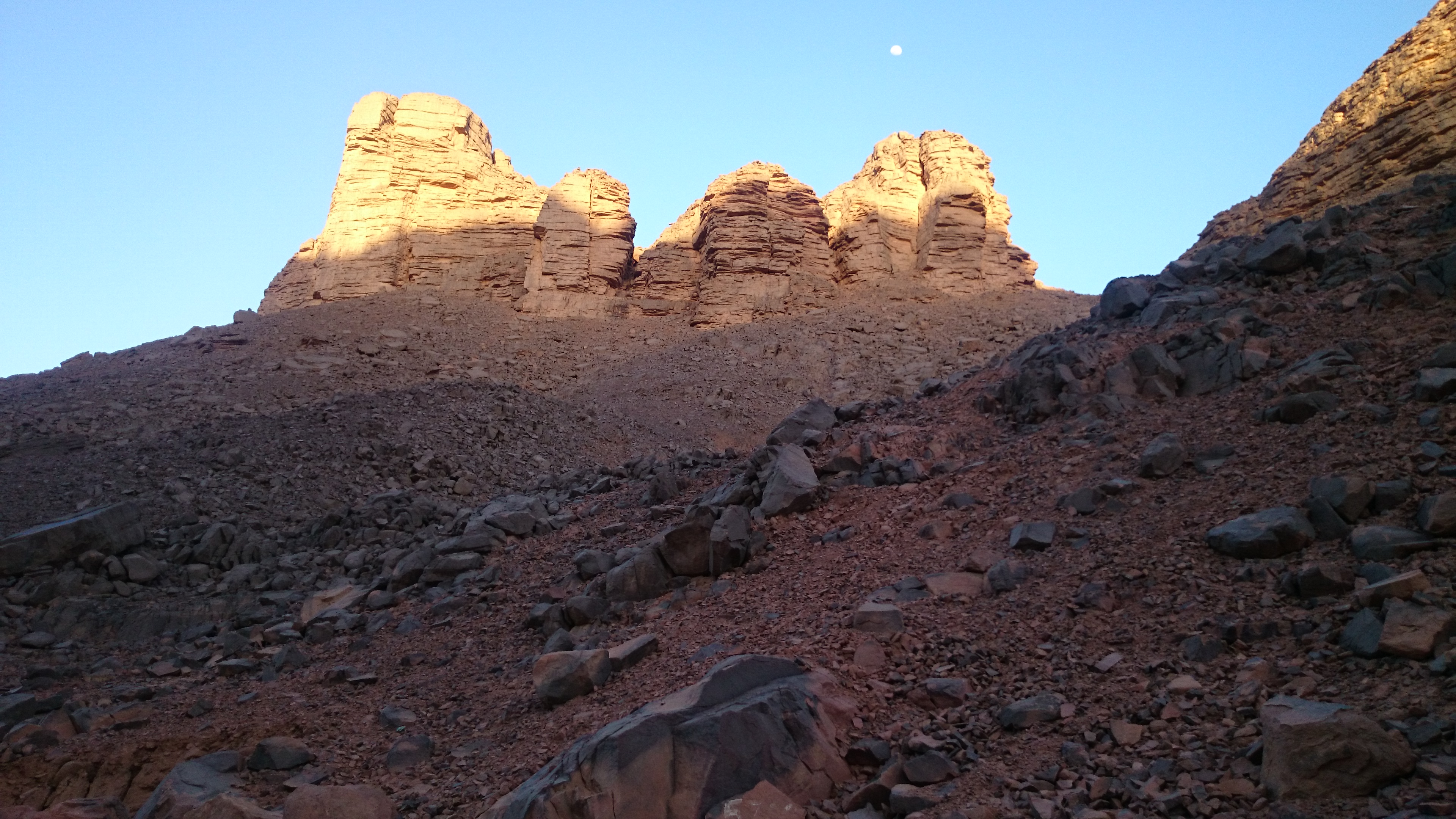
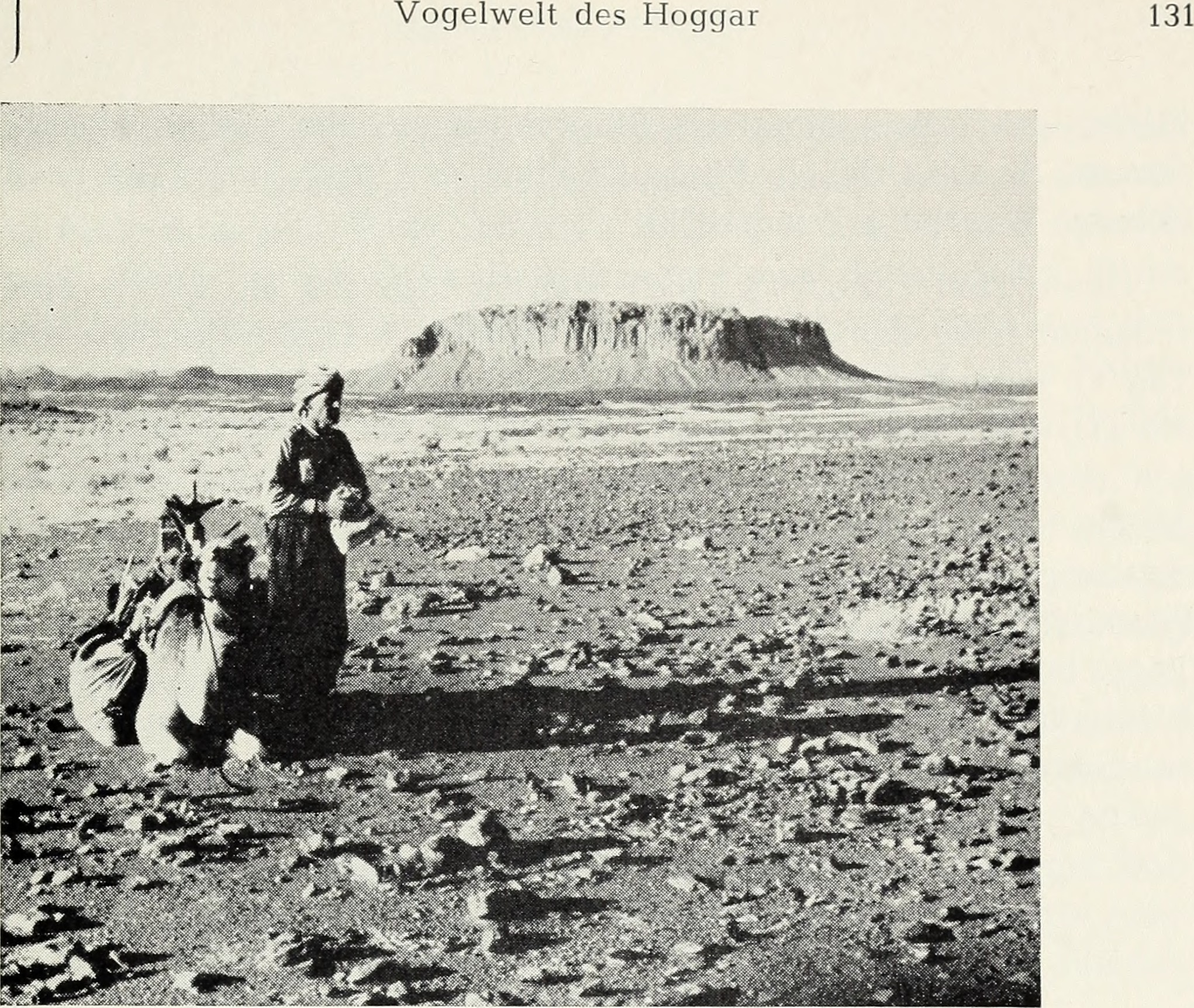

## روابط خارجية
- برج أراك